# 科爾欽 (斯特雷區)
49°5′46″N 23°32′11″E / 49.09611°N 23.53639°E

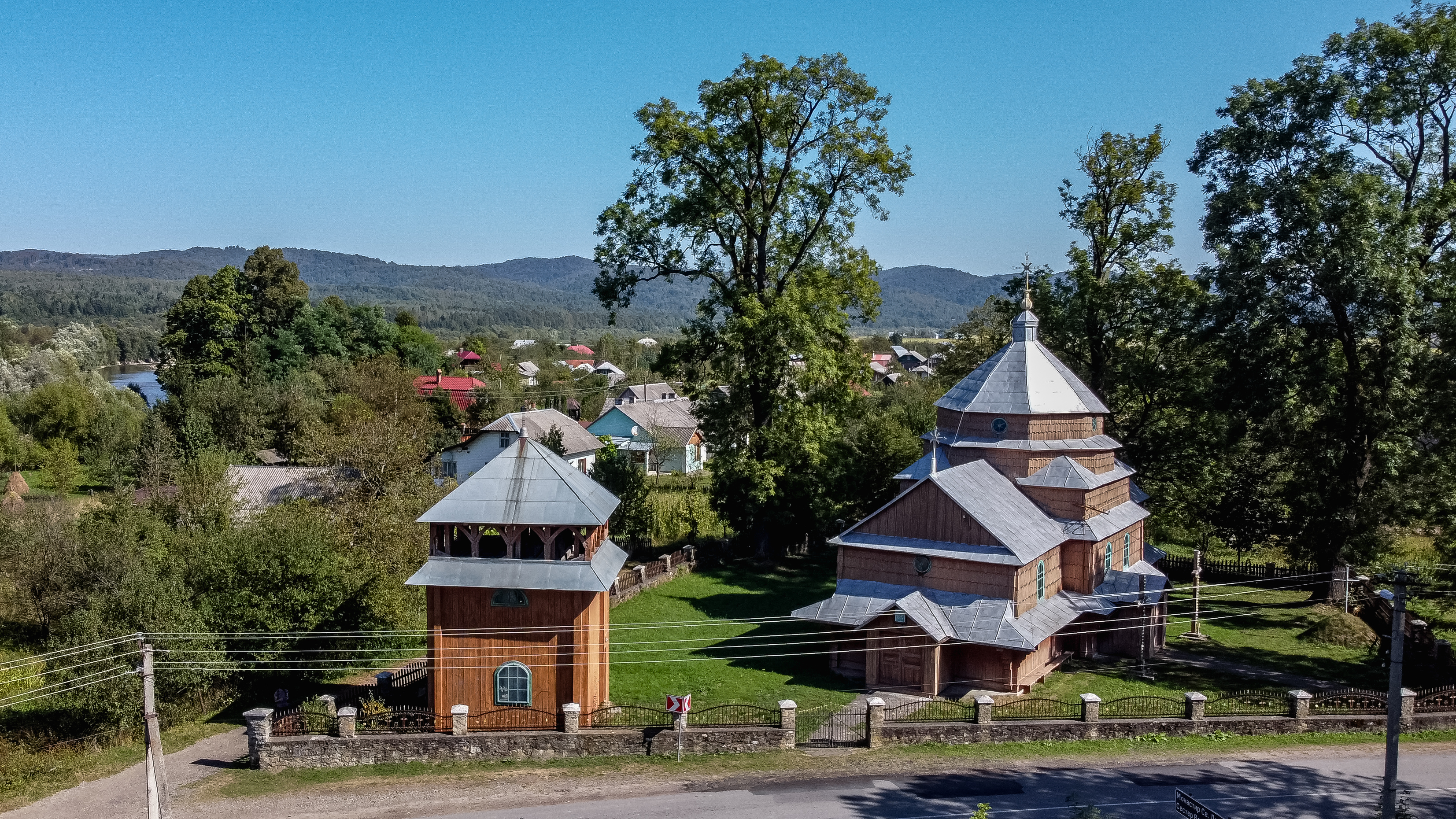
教堂

科爾欽（烏克蘭語：Корчин），是烏克蘭的村落，位於該國西部利沃夫州，由斯特雷區斯科萊市鎮負責管轄，始建於1446年，面積1.96平方公里，海拔高度399米，2001年該村落人口1,281。人口1,069。